# Hemictenius
Hemictenius är ett släkte av skalbaggar. Hemictenius ingår i familjen Melolonthidae.

## Dottertaxa tillHemictenius, i alfabetisk ordning[1]
- Hemictenius apterus
- Hemictenius bactrianus
- Hemictenius badkhyzicus
- Hemictenius comatus
- Hemictenius danilevskyi
- Hemictenius drescheri
- Hemictenius elongatus
- Hemictenius gracilipes
- Hemictenius kabakovi
- Hemictenius klimenkoi
- Hemictenius kryzhanovskii
- Hemictenius latitarsis
- Hemictenius lebedevi
- Hemictenius lopatini
- Hemictenius magnitarsis
- Hemictenius medvedevi
- Hemictenius merkli
- Hemictenius nigrociliatus
- Hemictenius nikolajevi
- Hemictenius ochripennis
- Hemictenius opacipes
- Hemictenius opacus
- Hemictenius petrovitzi
- Hemictenius pygmaeus
- Hemictenius simplicitarsis
- Hemictenius skomorokhovi
- Hemictenius smirnovi
- Hemictenius stackelbergi
- Hemictenius subpilosus
- Hemictenius talukanus
- Hemictenius tarsalis
- Hemictenius tshistjakovae
- Hemictenius walteri
- Hemictenius yuferevi
- Hemictenius zhantievi